# 奥恩河畔蒙
奥恩河畔蒙（法語：Monts-sur-Orne，法語發音：[mɔ̃ syʁ ɔʁn]）是法国奥恩省的一个市镇，属于阿让唐区。该市镇于2018年由原市镇古莱、蒙加鲁和桑蒂伊合并而成。新市镇行政中心位于古莱。

## 地名
该地名中的“蒙”（Monts）在法语中意为“山（复数）”，可能是得名自当地地形。

## 地理
奥恩河畔蒙（48°43'58"N, 0°5'34"W）面积30.90 平方千米，位于法国诺曼底大区奧恩省，该省份为法国西北部内陆省份，北起顺时针与卡爾瓦多斯省、厄尔省、厄尔-卢瓦省、萨尔特省、马耶讷省和芒什省接壤。
与奥恩河畔蒙接壤的市镇（或旧市镇、城区）包括：里村、科莫、奥卡涅、奥恩河畔穆兰、萨尔索、埃库谢莱瓦莱、日耶勒-库尔泰耶、阿布洛维尔。
奥恩河畔蒙的时区为UTC+01:00、UTC+02:00（夏令时）。

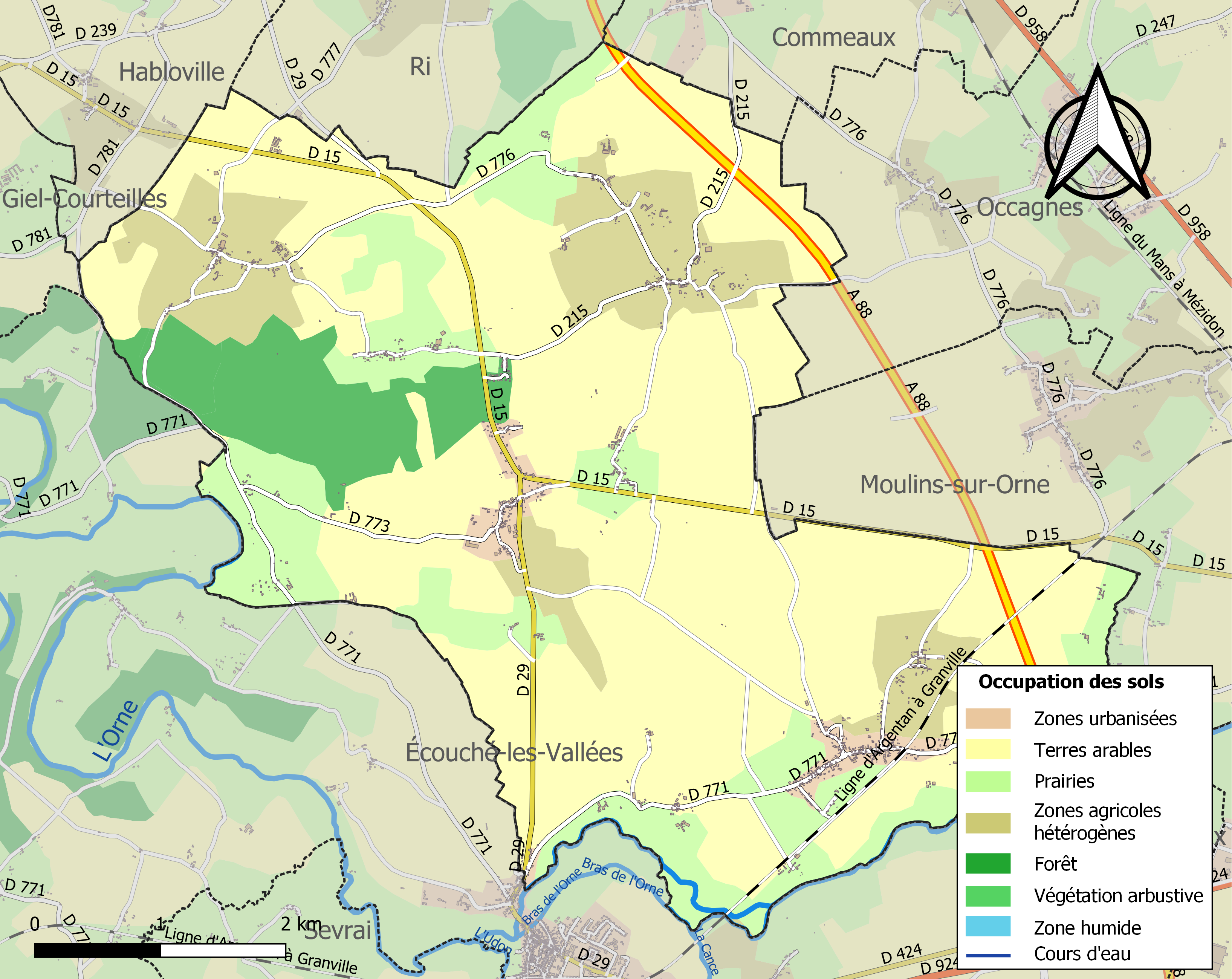
奥恩河畔蒙的OSM定位图

## 行政
奥恩河畔蒙的邮政编码为61150，INSEE市镇编码为61194。

## 政治
奥恩河畔蒙所属的省级选区为马尼勒代塞尔县。

## 人口
奥恩河畔蒙于2022年1月1日时的人口数量为874人。